# Lütje Hörn
Lütje Hörn è un'isola e un territorio extracomunale della Bassa Sassonia, in Germania.
Appartiene al circondario (Landkreis) di Leer (targa LER) e alle Isole Frisone Orientali.